# Ernst Hagemann (Anthroposoph)
Ernst Hagemann (* 7. Februar 1899 in Lüneburg; † 28. Februar 1978 in Öschelbronn) war ein deutscher Landschaftsgestalter und Anthroposoph.

## Leben
Ernst Hagemann entstammte einer niedersächsischen Beamtenfamilie und war ein Sohn des Lehrers Heinrich Hagemann in Lüneburg. Nach Absolvierung des Realgymnasiums am Johanneum Lüneburg leistete er von September 1917 bis März 1919 Kriegsdienst. Vom Sommersemester 1919 bis Ende Wintersemester 1921/22 studierte er Naturwissenschaften und Landwirtschaft an der Universität Göttingen. Am Schluss des Wintersemesters 1921/22 bestand er das Examen als Diplom-Landwirt und im Mai 1922 das Tierzuchtinspektorenexamen am landwirtschaftlichen Institut der Universität Göttingen. Seitdem war er in einer Tierzucht-Praxis und bei landwirtschaftlichen Wirtschaftsorganisationen tätig. Am 1. Oktober 1925 wurde er in Göttingen mit einer Dissertation in Landwirtschaftlicher Betriebslehre bei Wilhelm Seedorf zu Bedachungsarten in der Landwirtschaft, einem Plädoyer für das Weichdach, zum Dr. rer. nat. promoviert. Er trat in den Staatsdienst ein, wurde aber gleich zu Beginn der Zeit des Nationalsozialismus 1933 „wegen politischer Unzuverlässigkeit“ entlassen.
Seit diesem Jahr war er Mitglied der 1935 verbotenen Allgemeinen Anthroposophischen Gesellschaft. 1935, als Hagemann Verwalter des landwirtschaftlichen Gutsbesitzes und der Parkanlagen der Stadt Lübeck war und an einer Tagung auf dem Mustergut Marienhöhe in Bad Saarow teilnahm, kam es zu einem Eklat, als Hagemann oppositionelle Witze erzählte.
1942 wurde er Direktor des Moselländischen Instituts zur Förderung des Obstbaus in Trier und erhielt einen staatlichen Auftrag zur Renaturierung der Maginot-Linie.
1946 wurde er zum Stadtgartendirektor und Leiter des Garten- und Friedhofsamts der Stadt Lübeck berufen. In diesem Amt blieb er bis zum Eintritt in den Ruhestand. Ab 1947 war er daneben Chefredakteur der Halbmonatschrift Der Kleingärtner, dem offiziellen Mitteilungsblatt des Landesverbandes Schleswig-Holstein der Kleingärtner. Zusammen mit dem Lehrer und Meteorologen Heinrich Voigts betrieb er eine Forschungsstelle für Landwirtschaftliche Planung und Landschaftsgestaltung, die 1948 den Bioklimatischen Atlas für Schleswig-Holstein herausgab. Außerdem war er seit 1951 Leiter der anthroposophischen Arbeitsgruppe in Lübeck. Er hielt zahlreiche Vorträge und gründete eine Verbraucherinitiative, um den biologisch-dynamischen Hof Springe (Geschendorf, damaliger Besitzer Baldur Springmann) zu fördern.
1974 zog er in ein anthroposophisches Wohnprojekt in Öschelbronn.
Hagemann verfasste zahlreiche anthroposophisch geprägte Werke. Seine 1963 erschienene Schrift Vom Wesen des Lebendigen: eine Sammlung von Studienmaterial für selbstständig arbeitende Schüler Rudolf Steiners erreichte vier Auflagen.

## Werke
- Die wirtschaftliche Bedeutung der gebräuchlichsten Bedachungsarten in der Landwirtschaft: Eine betriebswirtschaftliche Untersuchung mit besonderer Berücksichtigung des Baukapitals und der Wirtschaftskosten, insbesondere auch der weichen Bedachung im Lüneburgischen. Göttingen, Math.-naturwiss. Diss., 1925 (Digitalisat)
- Aufgaben der Landschaftsgestaltung. Ihre Zusammenfassung und Übersicht. In: Gartenkunst 52 (1942), S. 135–148
- Bodenmüdigkeit, Pflanzensoziologie, Landschaftsgestaltung. Lübeck 1946
- mit Heinrich Voigts Bioklimatischer Atlas für Schleswig-Holstein. Lübeck 1948
- Die Ätherklimabereiche in Mitteleuropa. Stuttgart 1949
- Der schöpferische Organismus einer Vortragsgemeinschaft. Lübeck 1950
- Lübecks Friedhöfe. In: Der Wagen 1952-3, S. 103–106
- Gedanken zur Evolution der Naturreiche. Lübeck 195
- Noch einmal - Gedanken zur Evolution der Naturreiche. Lübeck 1958
- Die Entwicklung der öffentlichen Grünanlagen und Friedhöfe in Lübeck seit dem Kriegsende im Jahre 1945. In: Der Wagen  1963, S. 75–82
- Vom Wesen des Lebendigen. Lübeck 1963, Tübingen 1970 (4. Aufl.)
- Vom Wesen und Wirken des Stickstoffs in der Natur. o. O. 1964;
- Astrometeorologie. Dornach 1965
- Bibliographie der Arbeiten der Schüler Dr. Steiners. o. O. 1970
- Weltenäther-Elementarwesen-Naturreiche. Freiburg/Br. 1973, Schaffhausen 1987
- Sphärenwirken im Kosmos und auf der Erde. Freiburg/Br. 1976, 1977
- Himmelskunde. Freiburg/Br. 1972, 1980
- (Hrsg.): Rudolf Steiner: Vom Wesen des Musikalischen. Freiburg/Br.: Die Kommenden 1974, 1975